# دانشگاه ایتمو
دانشگاه ایتمو (دانشگاه ملی تحقیقاتی سن پترزبورگ، فناوری اطلاعات، مکانیک و اپتیک (ITMO)) یک دانشگاه بزرگ در سن پترزبورگ و یکی از دانشگاه‌های تحقیقاتی ملی روسیه می‌باشد که در سال ۱۹۰۰ تأسیس شده‌است.دانشگاه ITMO دارای ۱۱۶۳ مدرس می‌باشد که از این میان ۸۰۰ مدرس و استاد دارای مدرک تحصیلی دکترا می‌باشند. دانشگاه ایتمو دوره‌های مختلف دانشگاهی دوره لیسانس (۴ سال)، تخصص (۵ سال)، کارشناسی ارشد (۲ سال) و دکترا (۳ الی ۴ سال) را ارائه می‌دهد. از سال ۲۰۱۴–۲۰۱۳دانشگاه ITMO با دانشگاه‌های آلمان، هلند، لهستان، فنلاند، فرانسه همکاری می‌کند. این دانشگاه از انواع بورسیه‌های تحصیلی روسیه مانند بورسیه رئیس‌جمهور فدراسیون روسیه، دولت فدراسیون روسیه، دولت سن پترزبورگ، بورس تحصیلی ویژه در ریاضیات، فیزیک، فناوری اطلاعات، بورس تحصیلی شورای پژوهشی و بورس تحصیلی شرکت LOMO و سایر شرکت‌ها پشتیبانی می‌کند. دانشگاه ITMO یکی از دو دانشگاه سنت پترزبورگ است که از اعضای سازمان همکاری شانگهای می‌باشد. در نوامبر ۲۰۱۴، انجمن تولیدکنندگان نرم‌افزار Russoft رتبه‌بندی دانشگاه‌های روسیه را بر اساس موفقیت در آموزش متخصصین فناوری اطلاعات منتشر کرد که دانشگاه ITMO در رتبه اول قرار گرفت.

## رتبه‌بندی
بر اساس رتبه‌بندی QS در سال ۲۰۱۹ دانشگاه ایتمو در رتبه ۵۲۰–۵۱۱ دانشگاه جهان و هفدهم روسیه قرار گرفته‌است. در رتبه‌بندی دانشگاه‌های جهان مؤسسه تایمز در سال ۲۰۱۹ در رتبه ۶۰۰–۵۰۱ قرار دارد.

## دانشکده‌ها و موسسات
- مؤسسه طراحی و مطالعات شهری
- مؤسسه کاربردی سازی علوم پزشکی
- دانشکده آموزش دانشگاهی
- دانشکده فناوری کامپیوتری و سیستم‌های کنترل
- دانشکده سیستم‌های کنترل و رباتیک صنعتی
- دانشکده مهندسی نرم‌افزار و سیستم‌های کامپیوتری
- دانشکده امنیت اطلاعات و فناوری‌های کامپیوتری
- دانشکده فناوری اطلاعات و برنامه‌نویسی
- دانشکده فناوری اطلاعات
- دانشکده فوتونیک و اطلاعات نوری
- دانشکده مهندسی لیزر و نور
- دانشکده مدیریت فناوری و نوآوری
- مؤسسه توسعه و همکاری بین‌المللی
- دانشکده تجهیزات برودتی و تهویه
- دانشکده بیوتکنولوژی و مهندسی مواد غذایی
- دانشکده تجارت و حقوق بین‌الملل
- دانشکده مدیریت و کنترل اتوماسیون
- دانشکده علوم طبیعی
- دانشکده عالی نظامی
- دانشکده آموزش از راه دور (غیرحضوری)
- دانشکده آموزش عالی دبیرستان
- دانشکده توسعه حرفه ای و آموزش آماده‌سازی قبل از ورود
- دانشکده آموزش پیشرفته معلمان